# 센자키역
센자키역(일본어: 仙崎駅)은 일본 야마구치현 나가토시에 위치한 서일본 여객철도 산인 본선의 소속역이다. 센자키 지선의 시.종착역이며, 단선 승강장 1면 1선의 구조를 갖춘 지상역이다.

## 이용 현황
| 승차 인원 추이 | 승차 인원 추이 |
| 연도           | 1일 평균       |
| -------------- | -------------- |
| 1999           | 134            |
| 2000           | 131            |
| 2001           | 110            |
| 2002           | 86             |
| 2003           | 87             |
| 2004           | 76             |
| 2005           | 75             |
| 2006           | 63             |
| 2007           | 90             |
| 2008           | 87             |
| 2009           | 68             |
| 2010           | 66             |
| 2011           | 68             |
| 2012           | 60             |

## 역 주변
- 오미 섬

## 역사
- 1930년 5월 15일 : 일본국유철도 미네 선의 화물 지선으로서 쇼묘이치 역(현재의 나가토시 역) - 당 역간이 개통, 화물역으로서 개업.
- 1933년
  - 2월 24일 : 산인 본선 전 개통에 수반해, 쇼묘이치 역 - 센자키 역 간이 산인 본선 지선에 편입되어, 산인 본선 지선의 역이 된다.
  - 7월 26일 : 여객 영업을 개시.
- 1963년 6월 1일 : 화물 취급을 폐지.
- 1987년 4월 1일 : 일본국유철도 분할 민영화에 의해, 서일본 여객철도가 승계.
- 1988년 3월 13일 : 센자키 지선에서 단독 운전개시. JR 선에서는 최초기의 사열.

## 인접 역
| 서일본 여객철도 산인 본선 | 서일본 여객철도 산인 본선 | 서일본 여객철도 산인 본선 |
| ------------------------- | ------------------------- | ------------------------- |
| 나가토시 나가토시 방면    | ■ 센자키 지선             | 시·종착역                 |